# Тинеины

Тинеины (лат. Tineinae) — подсемейство настоящих молей. К нему относятся такие бытовые вредители, как шубная, мебельная, амбарная моли.
Бабочки ведут сумеречный и ночной образ жизни. Днём они обычно сидят в затемнённых местах (трещины коры деревьев, щели мебели, складки одежды и тому подобное). Отмечены случаи проявления деятельности бабочек и в дневное время.

## Систематика
В соответствии с проектом Викивиды подсемейство подразделяют на следующие роды:
- Acridotarsa
- Anomalotinea
- Asymphyla
- Ceratobia
- Ceratophaga
- Ceratosticha
- Craniosara
- Crypsithyrix
- Crypsithyrodes
- Eccritothrix
- Elatobia
- Enargocrasis
- Falsivalva
- Graphicoptila
- Hippiochaetes
- Kangerosithyris
- Lipomerinx
- Metatinea
- Miramonopis
- Monopis
- Nearolyma
- Niditinea
- Ocnophilella
- Phereoeca
- Praeacedes
- Pringleophaga
- Proterodesma
- Proterospastis
- Reisserita
- Stemagoris
- Tetrapalpus
- Thomintarra
- Tinea
- Tinemelitta
- Tineola
- Tineovertex
- Trichophaga
- Tryptodema
- Wyoma
- Xerantica